# Tranh chấp tại khu đất 42 Nhà Chung
Tranh chấp tại khu đất 42 Nhà Chung là chuỗi sự kiện xảy ra từ cuối năm 2007 tới hết năm 2008 liên quan tới quyền sở hữu và sử dụng khu đất Tòa Khâm sứ Hà Nội số 40 phố Nhà Chung, nay là số 42 phố Nhà Chung.
Theo Tổng giáo phận Hà Nội thì khu đất này thuộc quyền quản lý của họ. Tòa Giám mục cho Khâm sứ John Jarlath Dooley người Ireland mượn cơ ngơi để làm Tòa Khâm sứ Tòa Thánh từ năm 1951 tới khi ông và các nhân viên của Tòa Khâm sứ rời Việt Nam, mà theo một số tờ báo nước ngoài là bị chính quyền trục xuất năm 1959. Tòa Thánh sau đó lập Tòa Khâm sứ tại Sài Gòn do Tổng giám mục Mario Brini đảm nhiệm.
Trong khi đó, theo UBND TP Hà Nội, trước đây Hội Thừa sai Paris là người sở hữu (chứ không phải Tòa Giám mục) và vào năm 1961, linh mục Nguyễn Tùng Cương đã bàn giao khu đất này cho Nhà nước quản lý. Theo Tòa Giám mục Hà Nội, "linh mục Nguyễn Tùng Cương chỉ làm bản kê khai chứ không hiến, không có quyền hiến".
Theo Bộ Ngoại giao Việt Nam, năm 1959 Tòa Thánh "công nhận" Việt Nam Cộng hòa thay vì Việt Nam Dân chủ Cộng hòa.
Năm 1961, UBND TP Hà Nội đã thu hồi khu đất này cùng hai khối nhà tầng, cho tới thời điểm tháng 9 năm 2008, tòa nhà do "UBND quận Hoàn Kiếm quản lý, sử dụng làm trụ sở Phòng Văn hóa thể thao, Trung tâm thể dục thể thao, Nhà văn hóa quận". Từ tháng 10 cùng năm, khu đất này được chuyển thành vườn hoa Hàng Trống, và tòa nhà đổi thành Thư viện Quận Hoàn Kiếm.

## Nguyên nhân
Theo ý kiến của Chủ tịch UBND TP. Hà Nội, Nguyễn Thế Thảo thì:
| “ | "Nguyên nhân chính của các vụ việc trên là do một số giáo sĩ mà đứng đầu là Tổng Giám mục Ngô Quang Kiệt đã lợi dụng hoạt động tôn giáo, lợi dụng đức tin và sự thiếu hiểu biết của một số giáo dân, cố tình vi phạm pháp luật; đi ngược lại lợi ích quốc gia, dân tộc và giáo hội; làm ảnh hưởng mối quan hệ giữa chính quyền thành phố với Tòa Tổng giám mục, ảnh hưởng hình ảnh của công giáo trong lòng nhân dân Thủ đô và cả nước. Vì vậy, các cơ quan Nhà nước phải xử lý theo đúng các quy định của pháp luật, chính quyền thành phố buộc phải cảnh cáo ông Ngô Quang Kiệt; cơ quan công an khởi tố vụ án phá hoại tài sản và gây rối trật tự công cộng, tới đây sẽ đưa ra xét xử nghiêm minh theo pháp luật". | ” |

### Diễn biến vào cuối năm 2007 và trong năm 2008
Theo trang mạng tinhdongchuacuuthe.com thì ngày 12 tháng 12 năm 2007, chính quyền Hà Nội đưa các thiết bị xây dựng tới khu vực Tòa Khâm sứ, tiến hành dỡ mái tòa nhà mà không có bất cứ thỏa thuận nào trước đó với Tòa Giám mục. Lễ Giáng sinh năm 2007, một số linh mục Tòa Tổng Giám mục Hà Nội tổ chức cho giáo dân cầu nguyện dài ngày tại khu 42 Nhà Chung, Hà Nội (trước năm 1959 là Tòa khâm sứ Hà Nội), với mục đích yêu cầu chính quyền thành phố Hà Nội trả lại khu đất. Lập luận của Tòa tổng giám mục Hà Nội về khu đất này là: tòa tổng giám mục Hà Nội cho Khâm sứ Tòa Thánh mượn làm văn phòng, hiện tại không có chức khâm sứ hoạt động tại Việt Nam nên tòa tổng giám mục Hà Nội có quyền lấy lại. Cuộc cầu nguyện này kéo dài một tháng cho đến khi có thư của Quốc vụ khanh Tòa Thánh là Hồng y Tarcisio Bertone, khuyên giáo dân nên kiềm chế và có thông tin là chính quyền sẽ đối thoại để trao quyền sử dụng Tòa Khâm sứ. Tuy nhiên, theo UBND TP. Hà Nội, trước đó phía chính quyền đã nhiều lần trao đổi với phía tôn giáo trước khi ra quyết định về việc xây dựng tại khu đất 42 Nhà Chung. Theo báo Quân đội Nhân dân, sau khi gửi các đơn thư, Tòa Tổng giám mục Hà Nội đã chỉ đạo bố trí loa với công suất cực lớn chĩa từ Nhà thờ Lớn sang khu đất và địa bàn dân cư khu vực để kích động giáo dân thể hiện sự coi thường pháp luật Nhà nước, yêu cầu ngừng thi công dự án công viên cây xanh – thư viện, đồng thời thách thức sẽ sử dụng mọi biện pháp để ngăn chặn. Theo Hội Liên hiệp Phụ nữ Việt Nam, hành vi dùng xà beng, kìm cộng lực, phá tường rào của một số giáo dân là hành vi vi phạm pháp luật.
Sau đó, đài RFI cáo buộc chính quyền Hà Nội bắt đầu chiến dịch đe dọa công kích Tổng giám mục Ngô Quang Kiệt  trong một mưu toan rõ rệt là đẩy dư luận chống lại ông.. Đài VOA cho rằng báo chí do nhà nước kiểm soát đăng một lá thư của Chủ tịch Ủy ban Nhân Dân Thành phố Hà Nội Nguyễn Thế Thảo, tố cáo Đức Tổng Giám mục là đã khích động các vụ gây rối. Nhiều tờ báo của chính quyền như Công an Nhân Dân, An Ninh Thủ Đô cũng tham gia công kích Tổng giám mục Hà Nội. Theo RFI cáo buộc tờ báo thứ hai này đe dọa Tổng Giám mục Ngô Quang Kiệt là người "vu cáo, xuyên tạc, phản động", do đó "phải bị xử lý nghiêm minh"  Tuy nhiên, phía truyền thông nhà nước lại cho rằng chính các cơ quan truyền thông nước ngoài và các trang mạng tự phát của một số người theo đạo Thiên chúa đã đưa tin không trung thực, thiếu khách quan khiến nhìn nhận về vụ việc bị bóp méo..
Theo trang web của Ban Tuyên giáo Trung ương viết: Ngày 09/01/2008, lãnh đạo UBND Thành phố Hà Nội đã làm việc với Tổng Giám mục Ngô Quang Kiệt để yêu cầu chấm dứt ngay những hành vi của mình, đề nghị hợp tác với chính quyền trên tinh thần làm việc trao đổi cởi mở để cùng tháo gỡ những vấn đề liên quan khu đất 42 Nhà Chung. Tuy nhiên, khoảng 11h30 ngày 25/1/2008, khi diễn ra lễ Quan Thầy, mừng thọ 90 tuổi, 60 năm thụ phong linh mục, 45 năm thụ phong giám mục, 15 năm Hồng y của Hồng y Phạm Đình Tụng, Tổng giám mục Hà Nội Ngô Quang Kiệt đã kích động, lôi kéo khoảng 100 linh mục và hơn 1000 giáo dân tại Hà Nội, Hà Tây, Hòa Bình, Hà Nam, Nam Định, Bắc Ninh... sau buổi lễ từ Tòa Tổng giám mục Hà Nội, kéo sang khu vực 42 Nhà Chung, đẩy đổ cổng sắt, tràn vào sân, cố ý gây xô xát, đánh bị thương bảo vệ cơ quan phòng Văn hóa thông tin – thể dục thể thao và Nhà văn hóa quận Hoàn Kiếm, khiến một người bị thương phải đi cấp cứu.
Theo Chủ tịch UBND TP.Hà Nội, Nguyễn Thế Thảo, tới ngày 20/09/2008, phía chính quyền TP. Hà Nội lại tiếp tục tổ chức một cuộc tiếp xúc với Tổng giám mục Hà Nội Ngô Quang Kiệt để bàn về công trình công viên cây xanh ở khu đất số 42 phố Nhà Chung. Tuy nhiên, Tổng giám mục Hà Nội Ngô Quang Kiệt đã tiến hành công kích chính quyền TP. Hà Nội với thái độ thô bạo. Trong gần 2h đồng hồ của cuộc tiếp xúc, phía bên Tòa Tổng Giám mục đi vào trình bày nội dung và lý lẽ cụ thể vấn đề đất đai thì ít, mà mượn cớ lu loa cơ quan chức năng, các cơ quan tư pháp thì nhiều. Phía Tòa Giám mục nhiều lần cắt ngang lời của phía chính quyền. Trước đó, vào tháng 8/2008, Sở Tài nguyên - Môi trường và Nhà đất TP. Hà Nội có đề nghị 3 địa điểm trên địa bàn thành phố để Tòa Tổng giám mục lựa chọn, thực hiện các quy trình đầu tư xây dựng công trình phục vụ mục đích tôn giáo bao gồm 1 ha tại thôn Cổ Nhuế, xã Cổ Nhuế, huyện Từ Liêm; một có diện tích 2 ha tại làng Phùng Khoang, xã Trung Văn, huyện Từ Liêm và địa điểm thứ 3 rộng gần 7.500 m² tại 67 phố Phó Đức Chính, quận Ba Đình, Hà Nội nhưng phía Tòa Giám mục không quan tâm tới đề xuất này. Cũng theo ông Thảo, các cấp chính quyền, các lực lượng từ cấp phường, quận và thành phố đã kiên trì gặp gỡ, tiếp xúc, động viên, thuyết phục các chức sắc, bà con giáo dân để họ tự giác chấp hành pháp luật .

### Quan điểm của phía Công giáo
Theo trang mạng Viet Catholic, các đời Tổng giám mục Hà Nội, từ Hồng y Giuse Maria Trịnh Văn Căn tới Hồng y Phaolô Giuse Phạm Đình Tụng đều đã đề đạt nguyện vọng lấy lại khu trụ sở này cho tòa Giám mục nhưng không thành.
Theo Lm. Gioan Nguyễn Ngọc Nam Phong, Tỉnh Dòng Chúa Cứu Thế Việt Nam, hàng loạt các cơ sở vật chất của Giáo hội như Tòa Khâm sứ bị nhà cầm quyền chiếm đoạt bất hợp pháp trước đây, bị biến đổi mục đích sử dụng và được bán lại cho các nhà đầu tư, thực hiện các dự án xây dựng trái phép. Cho nên vào năm 2003, Hồng y Tổng giám mục Tổng giáo phận Hà Nội Phaolô Giuse Phạm Đình Tụng, cùng với linh mục đoàn Tổng Giáo phận đã ký chung một văn thư phản đối và yêu cầu trả lại Tòa Khâm sứ cho Giáo phận. Trước sự đồng lòng và kiên quyết của toàn thể Giáo phận, chính quyền Hà Nội đã phải nhượng bộ, rút toàn bộ các cọc móng đã đóng và di chuyển hết vật liệu xây dựng ra khỏi khuôn viên Tòa Khâm sứ. Theo tờ Sài Gòn Giải phóng và Bộ Ngoại giao Việt Nam, tới ngày 24 tháng 11 năm 1961, quản lý Tòa tổng giám mục Hà Nội là linh mục Giuse Maria Nguyễn Tùng Cương tiến hành bàn giao qua Nhà nước Việt Nam Dân chủ Cộng hòa thống nhất quản lý. Phản bác lại điều này, Tòa tổng giám mục Hà Nội nói rằng Theo Giáo luật, Điều 1292 quy định thì chỉ có Giám mục giáo phận với sự thỏa thuận của Hội đồng Kinh tế, Hội đồng Tư vấn và những người quan thiết khi muốn chuyển nhượng một tài sản của Giáo phận. Linh mục Nguyễn Tùng Cương chỉ là quản lý Toà Giám mục lúc đó, không là chủ sở hữu tài sản, không có thẩm quyền quyết định tài sản của Giáo hội Công giáo. Linh mục Nguyễn Tùng Cương chỉ làm bản kê khai chứ không hiến, không có quyền hiến. Theo lời linh mục Phanxicô Xaviê Nguyễn Văn Sang thì linh mục Nguyễn Tùng Cương trong cương vị quản lý Tòa giám mục Hà Nội (nhà chung), ông bị chính quyền nhiều lần triệu tập, có lần bị triệu tập 21 ngày đêm liền. Sau mỗi lần triệu tập về, ông đều phờ phạc xanh xao như người sắp chết đói và có thể bị tra tấn về tinh thần.

### Quan điểm của phía chính quyền
Theo các cơ quan chức năng, hành động đẩy đổ cổng sắt, tràn vào sân, cố ý gây xô xát, đánh bị thương bảo vệ của một số giáo dân dưới sự chỉ đạo của giám mục Ngô Quang Kiệt là hành động coi thương pháp luật. Ngày 19/09/2008, UBND TP. Hà Nội đã gửi giấy mời gặp mặt tới giám mục Giuse Ngô Quang Kiệt và ngày 20/09, hai bên đã có những trao đổi với nhau. Theo phía UBND TP. Hà Nội, khu đất 42 Nhà Chung đã được ông Nguyễn Tùng Cương, nguyên quản lý Tòa tổng giám mục Hà Nội, bàn giao qua Nhà nước thống nhất quản lý vào ngày 24/11/1961 nên giám mục Giuse Ngô Quang Kiệt không có cơ sở pháp lý để đòi đất. Theo phía chính quyền, Sở Tài nguyên và Môi trường và Sở Xây dựng Hà Nội, nguồn gốc nhà đất số 40 a (nay là 42) phố Nhà Chung, Hà Nội thuộc thửa đất số 1472, mang bằng khoán điền thổ số 1765 khu Nhà thờ, trước đây có nguồn gốc do Hội truyền giáo ngoại quốc (Hội thừa sai Paris-Pháp) quản lý và sử dụng chứ không phải do Tòa Giám mục Hà Nội. Luận điểm này nhằm bác bỏ luận điểm Tòa Giám mục cho Hội thừa sai Paris mượn đất. Hồ sơ này được công bố trước báo chí trong cuộc họp báo ngày 20/09/2008. Theo hình ảnh được chụp về bằng khoán số 1765, trong phần Hiện chủ được ghi rõ là Hội thừa sai Paris là chủ của khu đất này (liminaire des Missions étrangères dont le siège est à paris 128 Rue du Bac par autorité Hanoi-được tuyên bố rằng tài sản này thuộc về Hội thừa sai Paris, có trụ sở đặt tại số 128 phố Bac bởi chính quyền Hà Nội).
Về phía chính quyền Hà Nội, Ủy ban nhân dân thành phố Hà Nội có văn bản khẳng định: "Theo quy định tại điều 1 nghị quyết số 23/2003/QH11 ngày ngày 26 tháng 11 năm 2003 của Quốc hội, việc Toà Tổng Giám mục Hà Nội đòi lại khu đất tại 42 Nhà Chung là không có cơ sở giải quyết". Tới năm 2009, để phục vụ nhu cầu của nhân dân, UBND TP. Hà Nội đã quyết định chuyển đổi khu đất 42 Nhà Chung thành công viên và vườn hoa. Hiện nay, thành phố vẫn đang tiếp tục rà soát lại những khu đất xen kẹt trong thành phố đang sử dụng không có hiệu quả để đưa vào kế hoạch xây dựng những công trình công cộng như nhà trẻ, trường học, công viên, vườn hoa... Trước đó, thành phố đã xây dựng vườn hoa trước Nhà hát Lớn thay thế cho một dự án khác.
Chủ tịch UBND TP. Hà Nội khẳng định trình tự giải quyết tranh chấp tại khu đất 42 Nhà Chung diễn ra đã được triển khai theo đúng trình tự pháp luật, với mục đích tạo thêm điểm sinh hoạt văn hóa cho cộng đồng dân cư, cả lương và giáo và ông cũng nhấn mạnh trong những năm qua, chính quyền thành phố Hà Nội luôn tạo điều kiện cho hoạt động của các tôn giáo, trong đó có Tòa Tổng Giám mục Hà Nội, các giáo phận, giáo xứ. Những nguyện vọng chính đáng của các cơ sở tôn giáo đã được xem xét, giải quyết theo đúng quy định của pháp luật. Hiện nay, thành phố vẫn đang tiếp tục rà soát lại những khu đất xen kẹt trong thành phố đang sử dụng không có hiệu quả để đưa vào kế hoạch xây dựng những công trình công cộng như nhà trẻ, trường học, công viên, vườn hoa... Trước đó, thành phố đã xây dựng vườn hoa trước Nhà hát Lớn thay thế cho một dự án khác.
Trong chiều ngày 1/10/2008, tại buổi tiếp đoàn đại diện Hội đồng Giám mục Việt Nam do Giám mục Nguyễn Văn Nhơn, Chủ tịch Hội đồng Giám mục Việt Nam dẫn đầu tới chào thăm Thủ tướng, nhân kết thúc Hội nghị thường niên Hội đồng Giám mục Việt Nam lần thứ hai, Thủ tướng Chính phủ Nguyễn Tấn Dũng khẳng định theo Hiến pháp và pháp luật Việt Nam hiện hành, đất đai thuộc sở hữu toàn dân do Nhà nước thống nhất quản lý, không thừa nhận quyền tư hữu về đất đai, đồng thời, theo Nghị quyết 23 của Quốc hội khóa XI, Nhà nước không thừa nhận việc đòi lại cũng như không xem xét lại chủ trương và thực hiện chính sách về nhà đất mà Nhà nước đã quản lý, bố trí, sử dụng từ ngày 01/7/1991 trở về trước. Thủ tướng Dũng cũng tỏ ý lấy làm tiếc và thực sự không hài lòng về những việc làm sai trái của Tổng Giám mục Hà Nội Ngô Quang Kiệt. Để sớm giải quyết tình hình, Thủ tướng Dũng đã yêu cầu Tổng Giám mục Ngô Quang Kiệt nghiêm túc tự xem xét lại những hành vi của mình và đề nghị mong muốn Hội đồng Giám mục Việt Nam với tinh thần đồng đạo và vì lợi ích chung hỗ trợ và giúp đỡ Tổng Giám mục Kiệt nhiều hơn nữa, trước hết là chấp hành đúng pháp luật. Bên cạnh đó, ông Dũng cũng cho rằng phía chính quyền TP. Hà Nội đã rất có thiện chí trong giải quyết tranh chấp, những hành động của linh mục Ngô Quan Kiệt đã vi phạm pháp luật, có những lời lẽ thách thức pháp luật, có những phát ngôn dù trong ngữ cảnh nào cũng thể hiện sự xúc phạm dân tộc, coi thường vị thế đất nước và tư cách công dân Việt Nam trong mối tương quan với thế giới. Thủ tướng cho rằng những lời nói và hành vi của Tổng Giám mục Ngô Quang Kiệt đã làm giảm sút lớn uy tín của ông trong cộng đồng Công giáo Việt Nam và trong xã hội, ảnh hưởng không tốt đến quan hệ tốt đẹp giữa Tòa Tổng Giám mục Hà Nội và chính quyền Hà Nội, giữa Nhà nước và Hội đồng Giám mục Việt Nam.
Luật sư Nguyễn Trọng Tỵ, Đoàn Luật sư thành phố Hà Nội: "Không thể nói chính quyền cũ lấy đất cấp cho Tòa Khâm sứ, Tòa Khâm sứ đã bỏ đi và đã trải qua các thời kỳ cách mạng và bây giờ Tòa Tổng Giám mục lại thay mặt cho Tòa Khâm sứ để đứng ra ra đòi là không có cơ sở pháp lý nào cả. Tức là họ nhầm lẫn giữa giấy tờ của chính quyền cũ mà Nhà nước hiện nay công nhận cho những người dân đang sử dụng đất từ trước đến nay mà không có tranh chấp gì thì nhà nước vẫn bảo hộ, vẫn tôn trọng cái giấy ấy. Thế còn đây, nó không có một căn cứ pháp lý nào đối với Tòa Giám mục Hà Nội mà nhận 42 Nhà Chung". Luật sư Nguyễn Trọng Tỵ cũng khẳng định rằng, về Luật pháp, Tòa Tổng giám mục Hà Nội cũng không có quyền và cơ sở gì để đòi lại đất. Vì sau Cách mạng tháng 8, Nhà nước đã quốc hữu hóa toàn bộ đất đai, đồn điền và hầm mỏ của chính quyền thực dân.

### Quan điểm của bên thứ ba
Theo Giáo hội Phật giáo Việt Nam, cả Nhà thờ lớn lẫn Tòa Khâm sứ đều nằm trên "khu đất của chùa Báo Thiên" trước đây. Theo đó, năm 1884 chùa bị phá đi bởi chính quyền thực dân Pháp với sự giúp đỡ của quan tổng đốc Nguyễn Hữu Độ của Nhà Nguyễn. Tại khu đất này xây dựng Nhà thờ lớn, về sau xây thêm Tòa Khâm sứ. Do đó, Tòa Giám mục Hà Nội không có cơ sở pháp lý để đòi đất.